# Òstracon

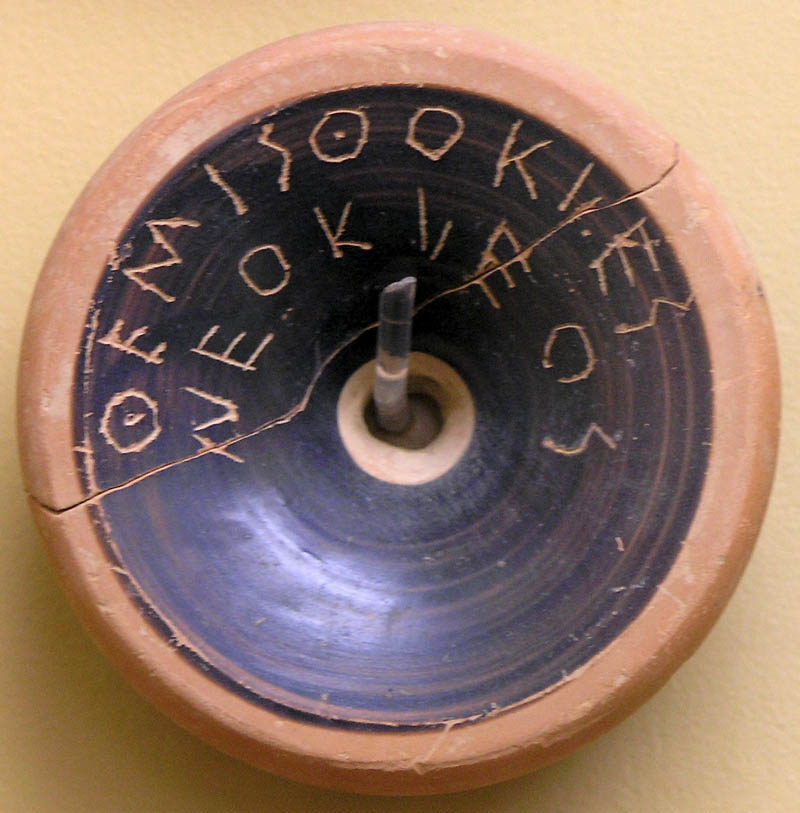
Òstracon que conté el nom de Temístocles, cap a 490-480 aC, Museu de l'Àgora antiga d'Atenes.

Un òstracon (del grec: ὄστρακον óstrakon) és una petxina o un fragment de ceràmica sobre el qual s'escrivia.
En arqueologia, s'empra el terme «òstracon» per a designar els trossos de ceràmica (o fragments calcaris) que s'utilitzaven com a esborranys per a aprendre a escriure o pintar. Els òstracons són molt nombrosos i són una font d'informació molt útil.

## Òstracons grecs
Per exemple, a Atenes, el desterrament del ciutadà al qual volien expulsar de la ciutat era decidit per una assemblea en la qual cadascun dels assistents escrivia en un tros de ceràmica (l'òstracon) el nom de la persona qüestionada: d'aquí la paraula ostracisme, que era el procediment pel qual es procedia a aquest desterrament si un nombre suficient de ciutadans havia votat per l'exili.

## Òstracons egipcis
A l'antic Egipte, aquest terme s'aplica als fragments calcaris, o de ceràmica, sobre els quals l'escriba, o l'aprenent d'escriba, esbossava un dibuix o un text. El cost del papir no permetia que s'utilitzés aquest suport per a les notes que no fossin oficials, per als dibuixos explicatius o satírics i, molt menys, per a l'aprenentatge de l'escriptura jeroglífica.
Per a l'Egipte grecoromà, la papirologia és la ciència que estudia els textos grecs, llatins i Demòtics continguts no sols en els papirs sinó també en els òstracons.

## Galeria fotogràfica

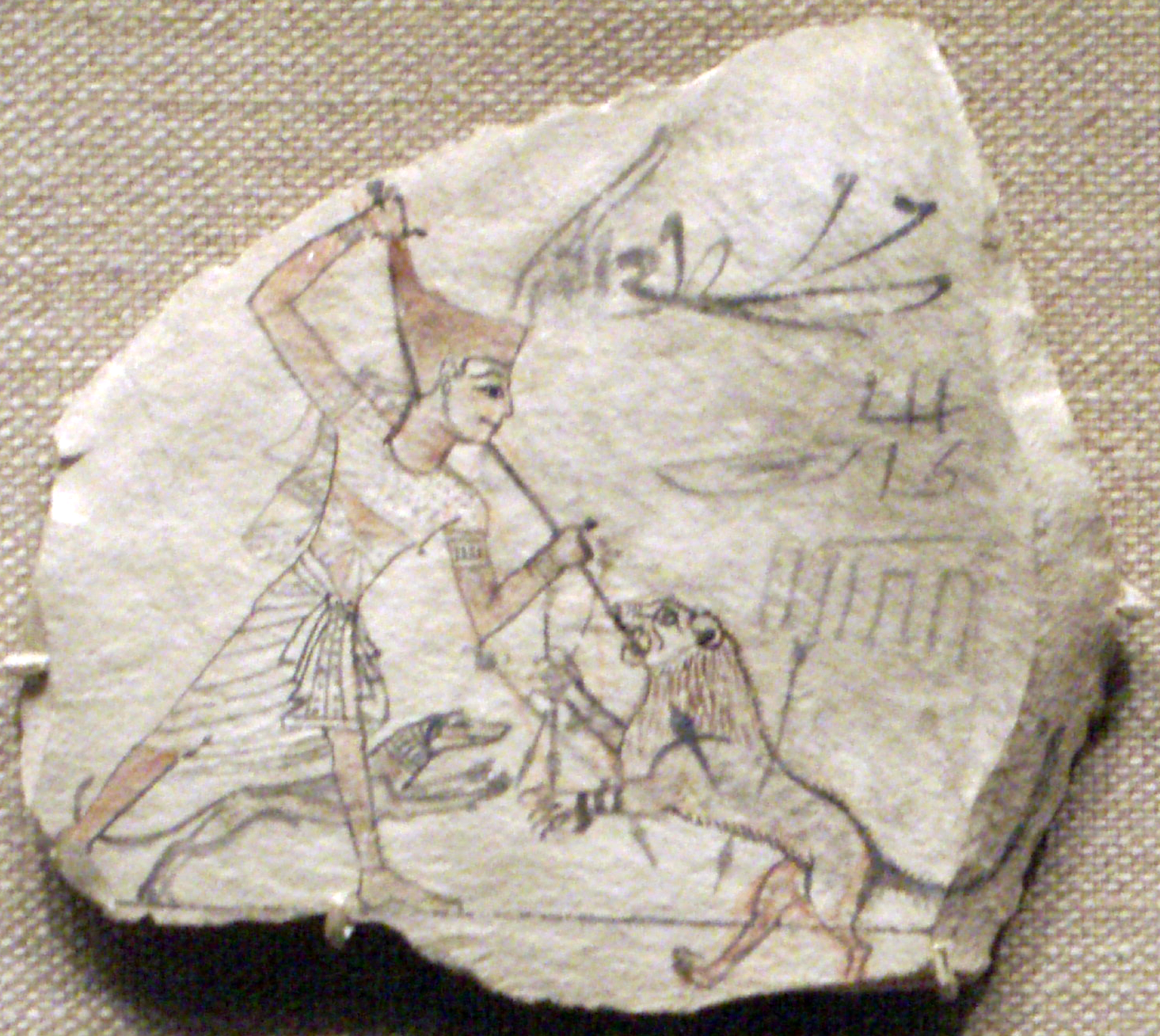
Òstracon d'època ramèssida trobat a Tebes.
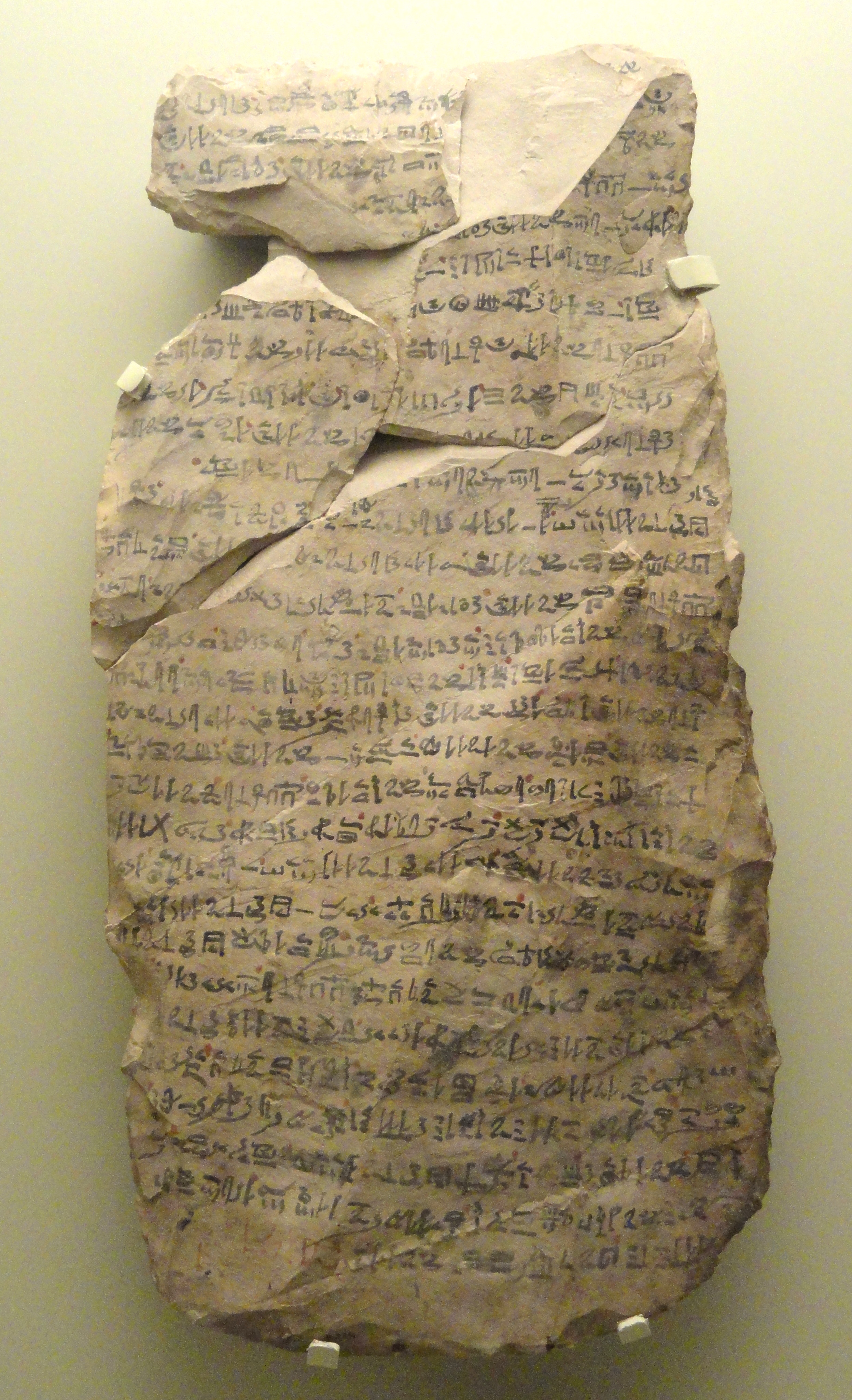
Cartes copiades en egipci hieràtic per un aprenent, del regnat de Ramsès II.
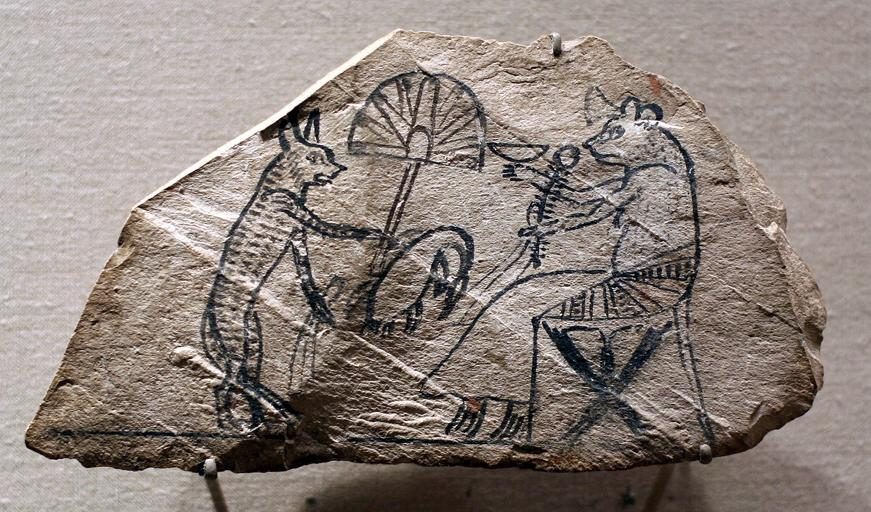
Òstracon egipci humorístic, un gat venta un ratolí. Cap al 1200 aC.
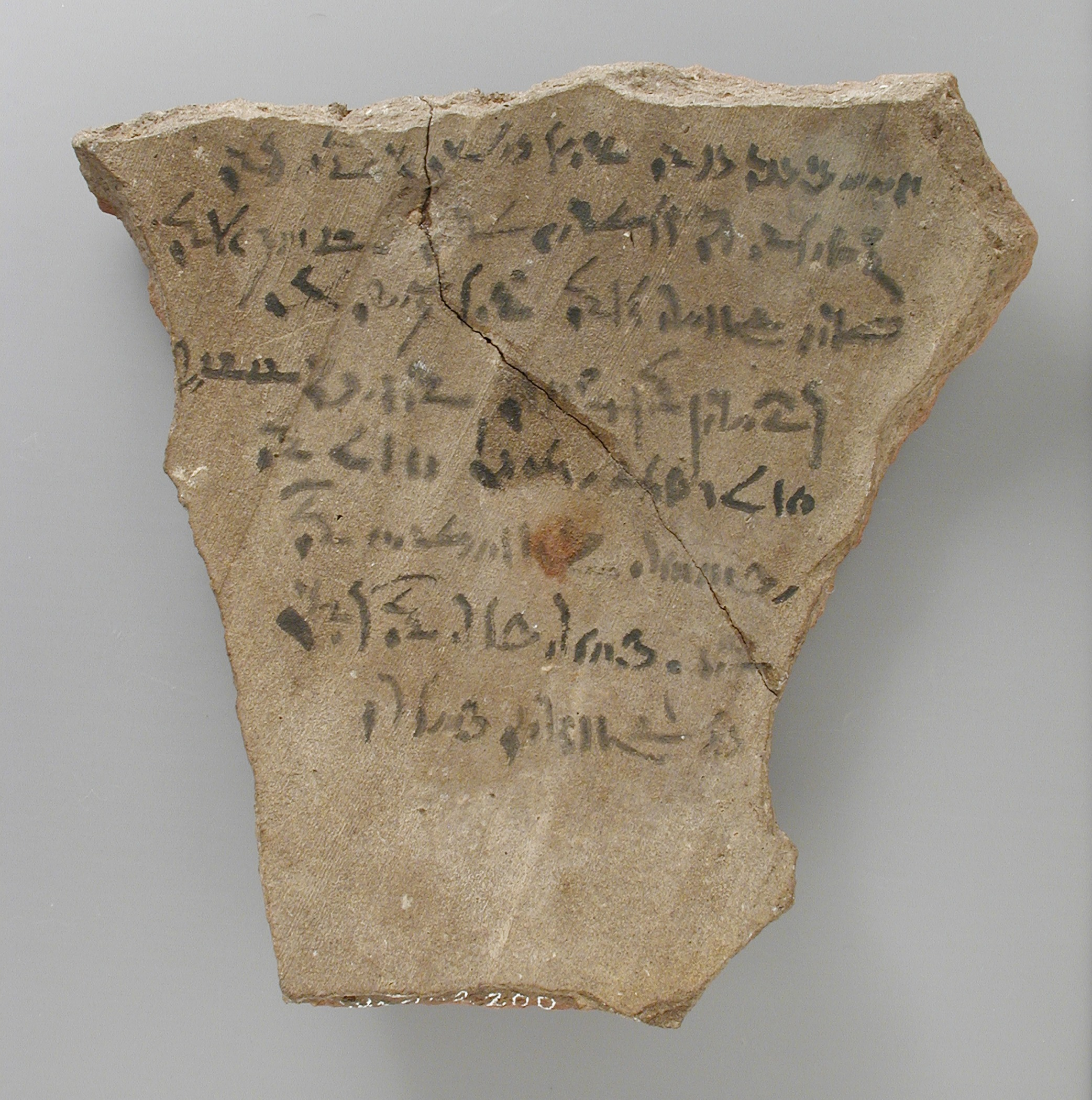
Òstracon en escriptura Demòtica sobre terracota. Època ptolemaica.
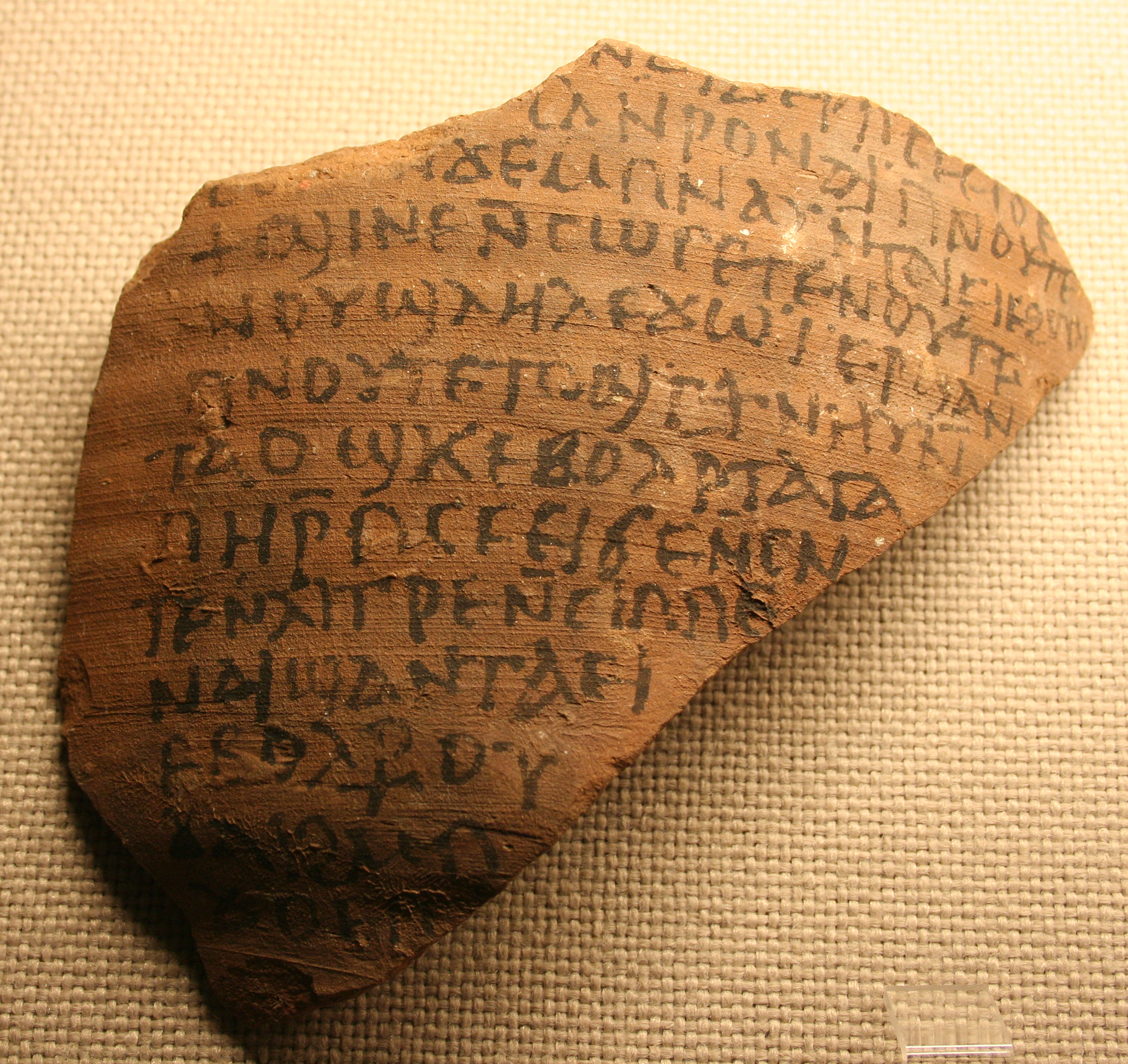
Òstracon d'origen copte, del s. VII.
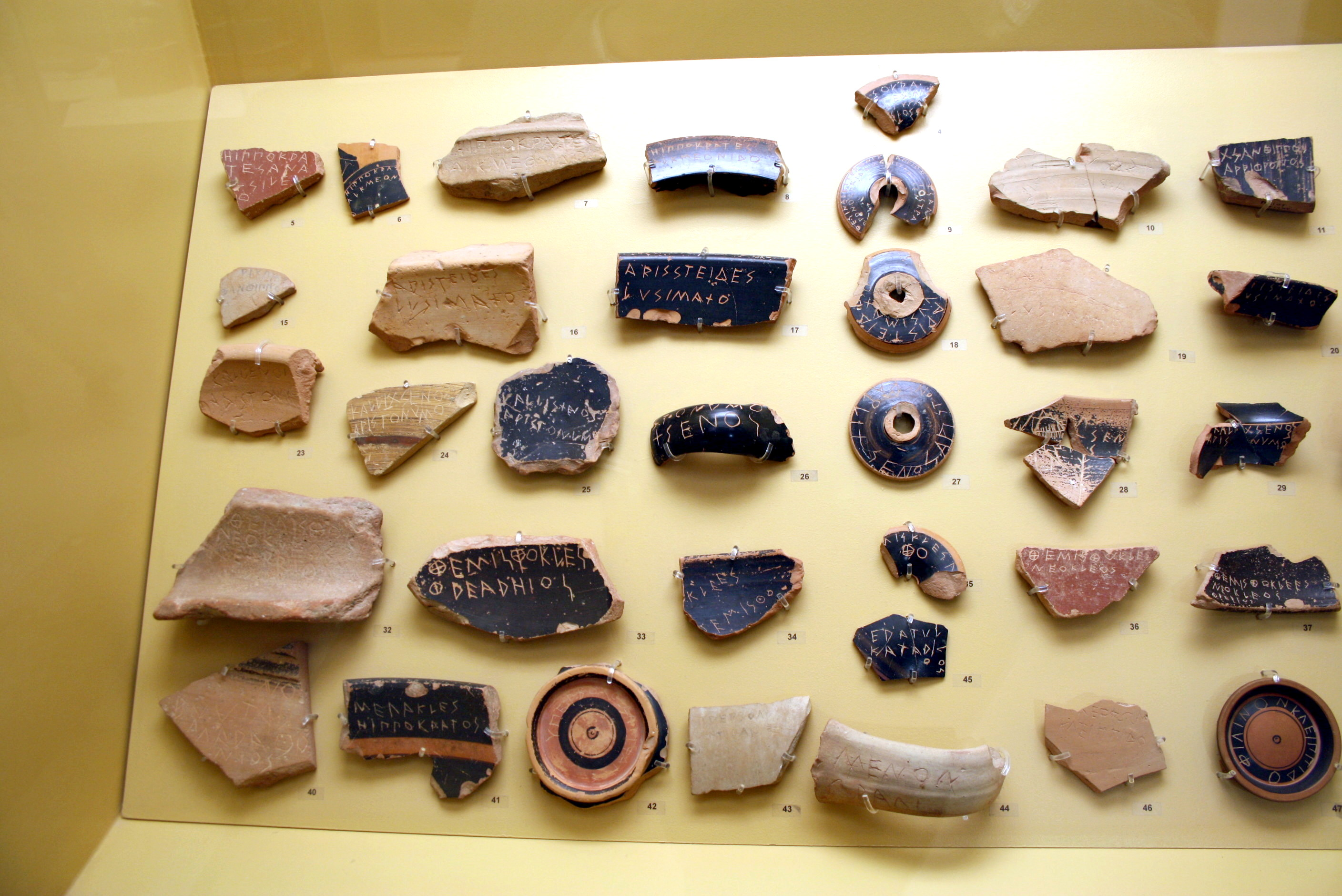
Òstracons grecs emprats per a l'ostracisme. Del s. V aC.
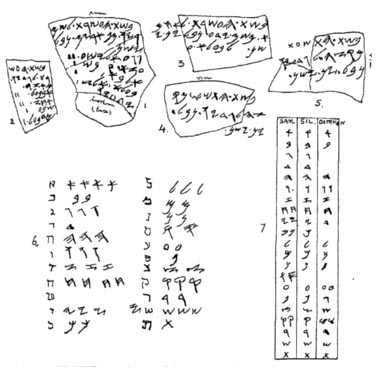
Òstracons de Samaria. Escrits en hebreu. Mitjans del s.VIII